# Anemia glareosa
Anemia glareosa là một loài dương xỉ trong họ Anemiaceae. Loài này được Gardner mô tả khoa học đầu tiên năm 1844.